# Castiglione dei Pepoli
Castiglione dei Pepoli is een gemeente in de Italiaanse metropolitane stad Bologna (regio Emilia-Romagna) en telt 6057 inwoners (31-12-2004). De oppervlakte bedraagt 65,8 km², de bevolkingsdichtheid is 90 inwoners per km².
De volgende frazioni maken deel uit van de gemeente: Baragazza, Ca' di Landino, Creda, Lagaro, Rasora, Roncobilaccio, San Giacomo, Sparvo, Spianamento, Valli.

## Demografie
Castiglione dei Pepoli telt ongeveer 2734 huishoudens. Het aantal inwoners daalde in de periode 1991-2001 met 1,4% volgens cijfers uit de tienjaarlijkse volkstellingen van ISTAT.
| Jaar | Inwoneraantal |
| ---- | ------------- |
| 1991 | 6091          |
| 2001 | 6008          |

## Geografie
De gemeente ligt op ongeveer 691 meter boven zeeniveau.
Castiglione dei Pepoli grenst aan de volgende gemeenten: Barberino di Mugello (FI), Camugnano, Firenzuola (FI), Grizzana Morandi, San Benedetto Val di Sambro, Vernio (PO).
Alto Reno Terme · Anzola dell'Emilia · Argelato · Baricella · Bentivoglio · Bologna · Borgo Tossignano · Budrio · Calderara di Reno · Camugnano · Casalecchio di Reno · Casalfiumanese · Castel Guelfo di Bologna · Castel Maggiore · Castel San Pietro Terme · Castel d'Aiano · Castel del Rio · Castel di Casio · Castello d'Argile · Castenaso · Castiglione dei Pepoli · Crevalcore · Dozza · Fontanelice · Gaggio Montano · Galliera · Granarolo dell'Emilia · Grizzana Morandi · Imola · Lizzano in Belvedere · Loiano · Malalbergo · Marzabotto · Medicina · Minerbio · Molinella · Monghidoro · Monte San Pietro · Monterenzio · Monzuno · Mordano · Ozzano dell'Emilia · Pianoro · Pieve di Cento · Sala Bolognese · San Benedetto Val di Sambro · San Giorgio di Piano · San Giovanni in Persiceto · San Lazzaro di Savena · San Pietro in Casale · Sant'Agata Bolognese · Sasso Marconi · Valsamoggia · Vergato · Zola Predosa
- Library of Congress Control Number: n81095232
- MusicBrainz: 6c455a13-2a9c-4900-b8e6-371c1244d00b
- Nationale Bibliotheek van Israël: 987007552864305171
- Virtual International Authority File: 125276771

1. ↑  https://demo.istat.it/?l=it.